# فيدور دميتريف
فيدور دميتريف (بالروسية: Дмитриев, Фёдор Александрович) مواليد 19 نوفمبر 1984 في سانت بطرسبرغ، هو لاعب كرة سلة روسي. بدأ مسيرته الاحترافية في سنة 1999. يلعب مع نادي فوتسوافك لكرة السلة في الدوري البولندي لكرة السلة. يحمل الرقم 11. يبلغ طوله 6 قدم 8 بوصة (2.0 م).

## المسيرة الاحترافية
لعب مع زينيت سانت بطرسبرغ في الدوري الروسي من سنة 2008 إلى 2010، ثم لعب مع خيمكي في موسم 2010–2011، ثم لعب مع نادي كراسني كريليا لكرة السلة في موسم 2011–2012، ثم لعب مع أسكو غدينيا في موسم 2013–2014.

## روابط خارجية
- فيدور دميتريف على موقع الاتحاد الدولي لكرة السلة (الإنجليزية)
- فيدور دميتريف على موقع الدوري الأوروبي لكرة السلة (الإنجليزية)
- فيدور دميتريف على موقع كرة السلة الأوروبية.كوم (الإنجليزية)
- فيدور دميتريف على موقع DraftExpress.com (الإنجليزية)
- فيدور دميتريف على موقع ريلجم (الإنجليزية)
- فيدور دميتريف على موقع بروبوليرز (الإنجليزية)
- فيدور دميتريف على موقع سبورتس رفرنس (الإنجليزية)